# Ammophila brevipennis
Ammophila brevipennis là một loài côn trùng cánh màng trong họ Sphecidae, thuộc chi Ammophila. Loài này được Bingham miêu tả khoa học đầu tiên năm 1897.